# Napomyza arcticola
Napomyza arcticola este o specie de muște din genul Napomyza, familia Agromyzidae, descrisă de Spencer în anul 1969. Conform Catalogue of Life specia Napomyza arcticola nu are subspecii cunoscute.